# Блакитний світовий порядок (фільм)
Блакитний світовий порядок — австралійський науково-фантастичний фільм 2017 року про виживання в постапокаліптичному світі.

## Про фільм
Дія відбувається в постапокаліптичному світі, у якому цивілізація занепала. Масивний електромагнітний імпульс вбив усіх дітей на планеті, за винятком Моллі, доньки Джейка Слейтера.
Слейтер також є єдиною людиною, захищеною від вірусу.

## Знімались
| Актор          | Роль          |
| -------------- | ------------- |
| Біллі Зейн     | Крейн         |
| Брюс Спенс     | Віппет        |
| Джек Томпсон   | Гарріс        |
| Стівен Гантер  | Мед Кеп       |
| Джейк Раян     | Джейк Слейтер |
| Енді Тріє      | Тех           |
| Кендра Епплтон | Клер          |